# Dălgopol
Dălgopol (in bulgaro Дългопол?) è un comune bulgaro situato nella regione di Varna di 17 200 abitanti (dati 2009). La sede comunale è nella località omonima.

## Località
Il comune è formato dall'insieme delle seguenti località:
- Arkovna
- Asparuhovo
- Borjana
- Conevo
- Dălgopol (sede comunale)
- Kamen djal
- Komunari
- Krasimir
- Lopušna
- Medovec
- Partizani
- Poljacite
- Rojak
- Sava
- Sladka voda
- Veličkovo